# Grégoire Mutshail
 (octobre 2024).
La mise en forme du texte ne suit pas les recommandations de Wikipédia : il faut le « wikifier ».
Les points d'amélioration suivants sont les cas les plus fréquents. Le détail des points à revoir est peut-être précisé sur la page de discussion.
- Les titres sont pré-formatés par le logiciel. Ils ne sont ni en capitales, ni en gras.
- Le texte ne doit pas être écrit en capitales (les noms de famille non plus), ni en gras, ni en italique, ni en « petit »…
- Le gras n'est utilisé que pour surligner le titre de l'article dans l'introduction, une seule fois.
- L'italique est rarement utilisé : mots en langue étrangère, titres d'œuvres, noms de bateaux, etc.
- Les citations ne sont pas en italique mais en corps de texte normal. Elles sont entourées par des guillemets français : « et ».
- Les listes à puces sont à éviter, des paragraphes rédigés étant largement préférés. Les tableaux sont à réserver à la présentation de données structurées (résultats, etc.).
- Les appels de note de bas de page (petits chiffres en exposant, introduits par l'outil «  Source ») sont à placer entre la fin de phrase et le point final[comme ça].
- Les liens internes (vers d'autres articles de Wikipédia) sont à choisir avec parcimonie. Créez des liens vers des articles approfondissant le sujet. Les termes génériques sans rapport avec le sujet sont à éviter, ainsi que les répétitions de liens vers un même terme.
- Les liens externes sont à placer uniquement dans une section « Liens externes », à la fin de l'article. Ces liens sont à choisir avec parcimonie suivant les règles définies. Si un lien sert de source à l'article, son insertion dans le texte est à faire par les notes de bas de page.
- La présentation des références doit suivre les conventions bibliographiques. Il est recommandé d'utiliser les modèles {{Ouvrage}}, {{Chapitre}}, {{Article}}, {{Lien web}} et/ou {{Bibliographie}}. Le mode d'édition visuel peut mettre en forme automatiquement les références.
- Insérer une infobox (cadre d'informations à droite) n'est pas obligatoire pour parachever la mise en page.

Pour une aide détaillée, merci de consulter Aide:Wikification.
Si vous pensez que ces points ont été résolus, vous pouvez retirer ce bandeau et améliorer la mise en forme d'un autre article.
Grégoire Mutshail Mutomb ou Mutshayi Mutomb, né le 8 mai 1964 à Lubumbashi, est un ingénieur agronome et homme politique de la république démocratique du Congo, membre de l'Union pour la démocratie et le progrès social (UDPS).
Depuis mai 2024, il est ministre d'État, ministre de l'Agriculture et de la Sécurité alimentaire dans le gouvernement Suminwa. 
Il est reconnu pour son expertise dans l’agriculture urbaine, la sécurité alimentaire, et l’agrobusiness.

## Biographie

### Jeunesse et formation
Grégoire Mutshail Mutomb est né le 8 mai 1964 à Lubumbashi, en RDC. Il a obtenu plusieurs diplômes dans le domaine de l'agronomie, notamment un diplôme d'ingénieur agronome technicien en 1989 à l'Institut supérieur d'études agronomiques de Bengamisa, une licence en sciences agro-vétérinaires en 2006 de l’Institut supérieur pédagogique de Lubumbashi, et une maîtrise en leadership organisationnel et management de l'Université méthodiste en collaboration avec DAI International des États-Unis en 2009.

### Carrière professionnelle
Mutshail Mutomb possède une vaste expérience dans le secteur de l'agriculture et du développement rural. Avant sa nomination en tant que ministre, il a travaillé pendant plus de 30 ans dans divers programmes et projets, notamment ceux de la FAO (Organisation des Nations unies pour l'alimentation et l'agriculture). Il a occupé des postes tels que conseiller technique, coordonnateur provincial de projets agricoles, et consultant international, appuyant plusieurs pays africains dans le développement de l'agriculture urbaine et périurbaine.
En 2000, il a lancé le premier projet pilote d’agriculture urbaine en Afrique sous l'égide de la FAO, qui a été mis en œuvre en RDC et a ensuite été reproduit dans d'autres pays africains. Il a également contribué à l’élaboration de plusieurs stratégies nationales et urbaines de développement agricole, notamment au Rwanda, en Côte d'Ivoire, et au Burundi.

### Engagements politiques
Membre de l'Union pour la démocratie et le progrès social (UDPS), le parti politique dirigé par le président Félix Tshisekedi, Grégoire Mutshail Mutomb a fait ses preuves à travers ses propositions et ses analyses au sein du parti. Sa nomination au poste de ministre en 2024 reflète son engagement à promouvoir une agriculture durable et à renforcer la sécurité alimentaire en RDC.

### Publications et contributions
Grégoire Mutshail Mutomb est auteur et co-auteur de plusieurs publications techniques et guides pratiques dans les domaines de l'horticulture et de l'agriculture urbaine. Il a publié des rapports importants pour la FAO sur des projets de développement de l'horticulture urbaine en Afrique centrale et a rédigé des plans stratégiques pour la production alimentaire en milieu urbain dans plusieurs pays africains.

### Distinctions et affiliations
Mutshail Mutomb est membre de plusieurs organisations internationales, notamment l’International Society for Horticultural Science (ISHS) et le COLEACP, un réseau international soutenant les secteurs des fruits et légumes dans les pays ACP. Il est également cofondateur de plusieurs ONG et coopératives agricoles en RDC, dont le Consortium des Coopératives des Petits Agriculteurs Fermiers (CCF.coop) .

## Vie privée
Grégoire Mutshail Mutomb est marié et père de six enfants. Il parle plusieurs langues, dont le lingala, le swahili, le tshiluba, le français et l'anglais.[réf. nécessaire]